# 센고쿠 다다마사
센고쿠 다다마사(일본어: 仙石 忠政)는 아즈치모모야마 시대부터 에도 시대 전기의 무장, 다이묘, 시나노 고모로번 제2대 번주. 후에 시나노 우에다번의 초대 번주. 이즈시번 센고쿠 가문 2대.
| 전임 센고쿠 히데히사 | 제2대 고모로번 번주 (센고쿠가) 1614년 ~ 1622년 | 후임 폐번 후 고후번령으로 흡수 (마쓰다이라 노리나가) |

| 전임 사나다 노부유키 | 제1대 우에다번 번주 (센고쿠가) 1622년 ~ 1628년 | 후임 센고쿠 마사토시 |